# Los Ayales
Los Ayales är en ort i Mexiko.   Den ligger i kommunen Culiacán och delstaten Sinaloa, i den västra delen av landet, 1 100 km nordväst om huvudstaden Mexico City. Los Ayales ligger 99 meter över havet och antalet invånare är 107.
Terrängen runt Los Ayales är varierad. Runt Los Ayales är det ganska tätbefolkat, med 155 invånare per kvadratkilometer. Närmaste större samhälle är Adolfo López Mateos, 18,1 km väster om Los Ayales. I omgivningarna runt Los Ayales växer huvudsakligen savannskog.